# Колесьники (Вармінсько-Мазурське воєводство)
Колесьники (пол. Koleśniki, нім. Kolleschnicken) — село в Польщі, у гміні Каліново Елцького повіту Вармінсько-Мазурського воєводства.
Населення — 109 осіб (2011).
У 1975-1998 роках село належало до Сувальського воєводства.

## Демографія
Демографічна структура станом на 31 березня 2011 року:
|          | Загалом | Допрацездатний вік | Працездатний вік | Постпрацездатний вік |
| -------- | ------- | ------------------ | ---------------- | -------------------- |
| Чоловіки | 48      | 11                 | 31               | 6                    |
| Жінки    | 61      | 19                 | 30               | 12                   |
| Разом    | 109     | 30                 | 61               | 18                   |